# Verginità perpetua di Maria

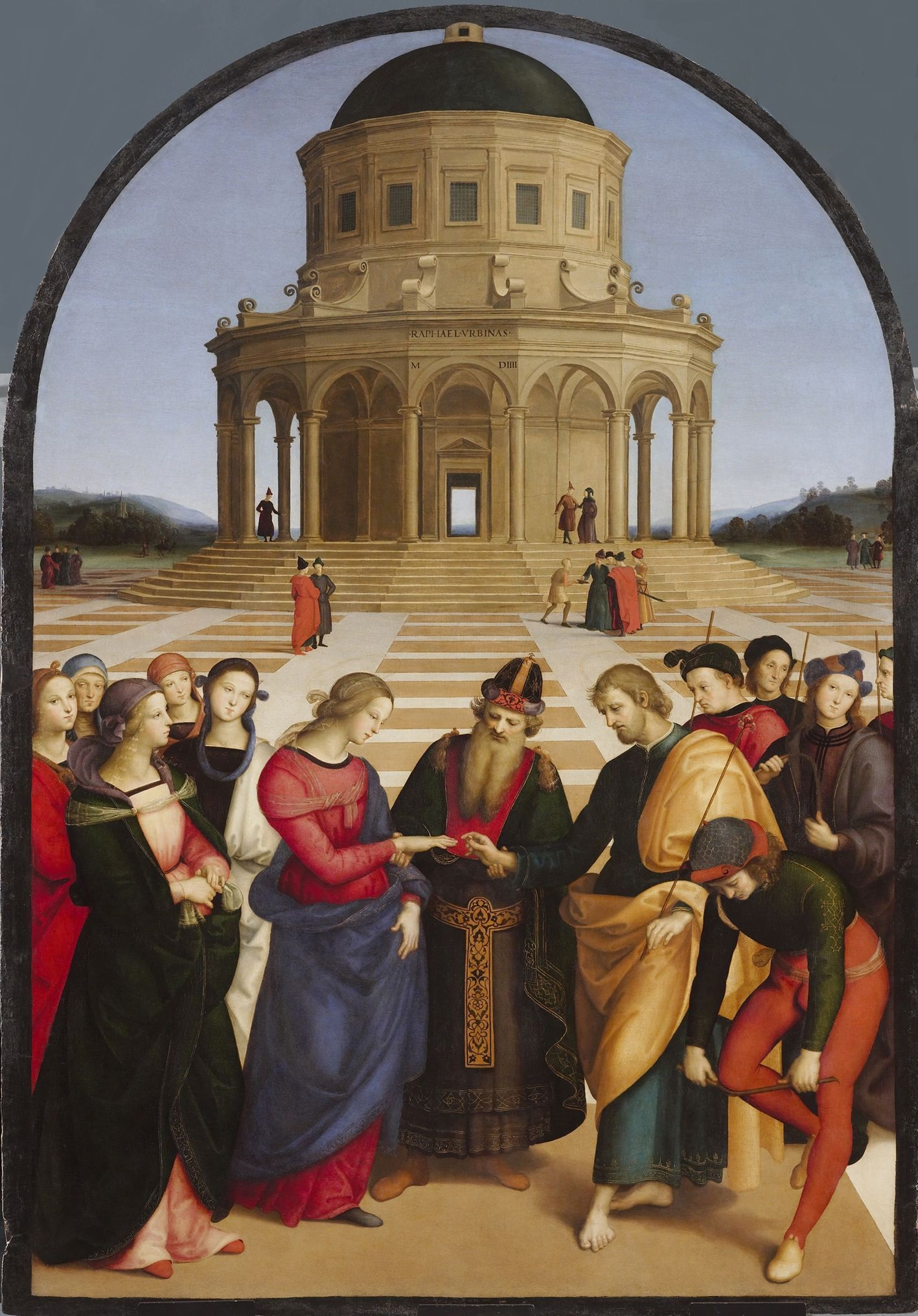
Matrimonio di Maria Vergine e Giuseppe. La dottrina della verginità perpetua insegna che Maria restò vergine per tutta la vita, anche durante il suo matrimonio con Giuseppe.
Dipinto di Raffaello del 1504, Pinacoteca di Brera, Milano.

Con Verginità perpetua di Maria si intende la dottrina, tracciabile nella letteratura a partire dal secondo fino al V secolo in alcuni Padri della Chiesa, secondo la quale Maria è rimasta vergine prima, durante e dopo la nascita di Gesù.
Nella sua definizione dogmatica sulla doppia natività del Verbo di Dio, il secondo Concilio di Costantinopoli del 553 descrisse Maria come ἀειπάρθενος, aeipàrthenos, "sempre vergine": Si quis non confitetur Dei Verbi duas esse nativitates, unam quidem ante saecula ex patre sine tempore incorporaliter alteram vero in ultimis diebus eiusdem ipsius, qui de caelis descendit, et incarnatus de sancta gloriosa Dei Genitrice et semper Virgine Maria, natus est ex ipsa, talis an. s. Secondo alcuni teologi tale espressione non è una definizione dogmatica della perpetua verginità di Maria: "Le affermazioni accessorie, chiamate obiter dicta, sono esempi di espressioni non definitive". Ad ogni modo, secondo l'insegnamento della Chiesa cattolica, "quando su una dottrina non esiste un giudizio nella forma solenne di una definizione, ma questa dottrina, appartenente al patrimonio del depositum fidei, è insegnata dal magistero ordinario e universale – che include necessaria-mente quello del Papa – , essa allora è da intendersi come proposta infallibilmente".
La dottrina della verginità perpetua di Maria prima, durante e dopo il parto fu affermata dal Concilio Lateranense (649), alla presenza di Massimo il Confessore, e ribadita dal Concilio di Costantinopoli III (6° concilio ecumenico) nel 680.
È una triplice dottrina: per quanto riguarda il "durante" la nascita di Gesù, la Verginità viene considerata una conseguenza implicita dell'Incarnazione di Gesù Cristo nel grembo della Vergine Maria, per opera dello Spirito Santo, così come è affermata nel Prologo del Vangelo secondo Giovanni (Gv 1,1-18), e nel Credo (già dal 325).
Questa dottrina è sostenuta dalla Chiesa cattolica e ortodossa, nonché da molti dei primi riformatori protestanti tra cui Lutero e Zwingli e più tardi John Wesley. In tale ottica, i "fratelli di Gesù" nominati nei Vangeli (con polisemia nel testo ebraico) sono in realtà considerati cugini o fratellastri.
Le chiese nate dalla Riforma fanno proprio il Credo apostolico e il concepimento verginale di Gesù in Maria, ma non tutte le riconoscono la verginità perpetua; considerano i "fratelli" e le "sorelle" di cui parla il Vangelo come figli concepiti da Maria e Giuseppe dopo la nascita di Gesù.

## Culto liturgico
Il dogma cattolico trova una sua corrispondenza nella liturgia secondo la massima lex orandi lex credendi. In particolare nel rito romano la verginità perpetua di Maria è ricordata e contemplata nell'antifona Alma Redemptoris Mater con la precisa formulazione Virgo prius ac posterius, ossia «Vergine prima e dopo [il parto]». Nel tratto delle feste mariane che cadono dopo la Domenica di Settuagesima si ripete post partum Virgo inviolata permansisti («dopo il parto sei rimasta vergine inviolata»). La madre di Gesù è ricordata come «sempre Vergine» nel Confiteor, nel Communicantes del Canone Romano e nell'antico prefazio della Beata Vergine Maria (nel Messale di Paolo VI Prefazio I della Beata Vergine Maria). Nel Prefazio II, introdotto dalla riforma liturgica, Maria viene chiamata semplicemente «Vergine», così come si contempla la verginità di Maria anche nel Credo, nelle Litanie lauretane e nelle antifone Salve regina, Sub tuum praesidium e Ave Regina Caelorum.
Nel rito bizantino la perpetua verginità di Maria è ricordata nelle preghiere di lode alla "Madre di Dio e sempre vergine" che seguono la grande e la piccola ektenia.

## Panoramica generale

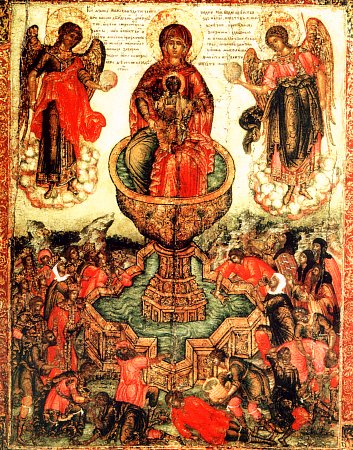
Theotókos "Sorgente della Vita".
icona del XVIII secolo.

La dottrina della verginità perpetua vuole che Maria sia rimasta vergine prima, durante e dopo la nascita di Gesù Cristo. Parte di questa dottrina è la nascita verginale di Gesù Cristo.
La verginità, intesa come castità, totale astinenza e privazione di qualsiasi tipo di unione carnale perdurò per tutta la sua vita, fino alla Assunzione.
Il dogma della Verginità perpetua non deve essere confuso con quello dell'Immacolata Concezione, che si riferisce alla concezione miracolosa di Maria (non di Gesù), nel grembo di sua madre, Sant'Anna, senza essere mai toccata dal peccato originale, (macula in latino) .. Infatti, secondo la dottrina cattolica, ogni creatura che si forma nel grembo della donna riceve subito un'anima, che reca il peccato originale. E che con il Battesimo viene cancellato definitivamente.
Il termine Aeiparthenos (greco antico ἀειπάρθενος: sempre Vergine),  è il titolo attribuito dalla Chiesa Ortodossa alla Theotókos usato di frequente nella liturgia orientale. La parola greca Aeiparthenos è attestata per la prima volta in Sant'Epifanio di Salamina fin dal IV secolo d.C.. 
Pure il Catechismo della Chiesa Cattolica (art. 499) menziona la parola Aeiparthenos, mentre la costituzione Lumen Gentium (n. 57) afferma:
(Lumen Gentium, n.57)

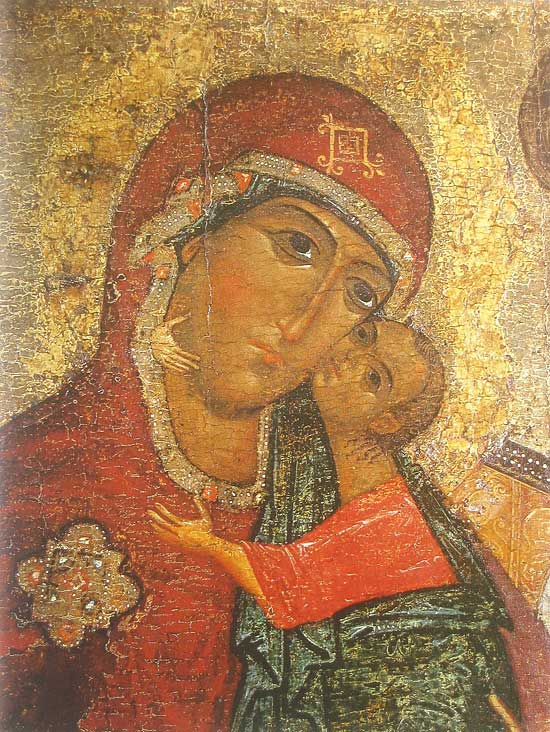
Dettaglio di un'icona del XIII secolo, Theotokos Aeiparthenos, icona di tipo Eleusa (che mostra tenerezza e misericordia), della Vergine Theotókos di Tolga

Alcuni iniziatori della riforma protestante, come Lutero, sostennero questa dottrina. Tuttavia, è stata poi abbandonata da alcune Chiese protestanti,. Attualmente è professata dai teologi anglicani e luterani. 
La dottrina della Verginità perpetua è sostenuta anche da una parte della Chiesa anglicana e luterana.

## Origini storiche
La verginità di Maria è affermata nelle Lettere di Ignazio di Antiochia (I secolo).
La Verginità perpetua è scritta nell'atto di fede di Sant'Epifanio di Salamina, nel 374:
(Sant'Epifanio di Salamina, 374 d.C.)
(Sant'Epifanio di Salamina: Ancorato 120, e Panarion 69,25)
Nel 391 Sant'Ambrogio scrive il trattato Sull'educazione della vergine e sulla verginità perpetua di Maria.
La verginità perpetua è proclamata come una solenne verità di fede già a partire dal secondo Concilio di Costantinopoli II nel 553, che verbalizza nel secondo anatema:

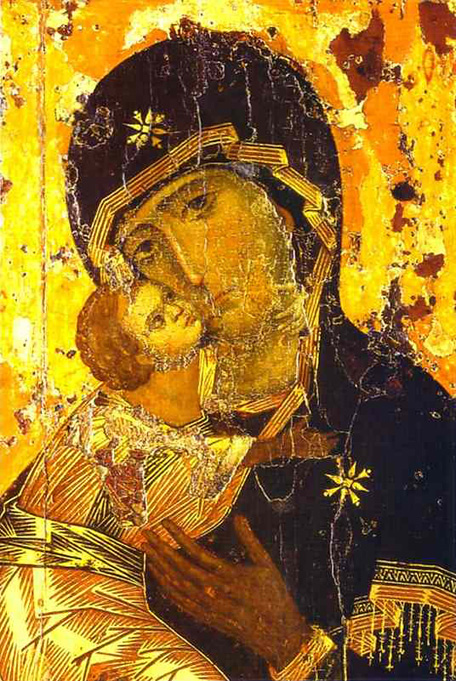
Theotokos di Vladimir, celebre icona in onore della sempre Vergine Maria, conservata a Mosca. Aeiparthenos è una parola molto frequente nella liturgia ortodossa

(Concilio di Costantinopoli II,.)

### Antico Testamento
In Deuteronomio (22, 13-21) si trova un riferimento alla legge divina e alla legge umana data a Mosè, per il quale le donne erano tenute alla verginità fino al giorno del matrimonio, essendo vietata quindi qualsiasi forma di sesso prematrimoniale. La violazione del divieto era considerata gravemente disonorevole e infamante, equiparata all'adulterio e alla fornicazione, e punita con la pena della lapidazione (Deut. 22:21).
Questa legge orale e scritta rispondeva anche a un diffuso costume ebraico, frequente nelle altre società antiche di tipo patriarcale.
Nel racconto del patriarca Giacobbe, quando Dina fu violentata dal principe Sichem, i suoi fratelli Simenone e Levi uccisero Sichem e suo padre Hamor trafiggendoli con la spada. Dopo questa azione, (Gn 35), Rachele diede alla luce Beniamino, l'ultimo dei 12 discendenti, mentre il capitolo si conclude dicendo che Giacobbe visse fino a 188 anni (Gn 35,38).
L'assenza di un castigo divino, alla luce della legge data, è interpretabile come il segno della Grazia del Signore che era ancora su Giacobbe e la sua discendenza.
Lo stesso costume della lapidazione sopravvive ancora al tempo della Sacra Famiglia di Nazareth, come si legge nella Pericope dell'adultera (Gv 8,1-11). Se Gesù Cristo le risparmiò la vita, pure affermò che la legge e le profezie erano pienamente valide e confermate, anche dopo la Sua morte e resurrezione.
La genealogia regale di Giuseppe e di Maria, il contesto storico-culturale, il diritto dell'uomo a ripudiare la moglie infedele (e la giovane età di Maria), sostengono decisamente l'ipotesi di una verginità fino al matrimonio, cui seguì dopo brevissimo tempo l'Annunciazione del Cristo.

### Nuovo Testamento
Né Matteo (cfr. 1,25) né Luca si interessano in modo particolare alla verginità di Maria dopo la nascita di Gesù. «Infatti non conobbe uomo - dice - finché non partorì il Figlio suo primogenito» (Matteo 1,25). Luca non menziona altri figli di Maria e Giuseppe nel racconto della visita della famiglia al tempio, quando Gesù afferma «Perché mi cercavate? Non sapevate che io devo occuparmi delle cose del Padre mio?», uno dei primi passi in cui manifesta di essere Dio.

### Ecce homo
Si basa, inoltre, vicino alla Croce di Gesù dove erano sua madre e la sorella di sua madre, Maria di Cleofa, e Maria di Magdala, sulle parole di Gesù sulla croce nel Vangelo secondo San Giovanni (19:26-27) dove Gesù affida la madre, la Vergine Maria, al discepolo Giovanni:
(Gv 19:26-27)

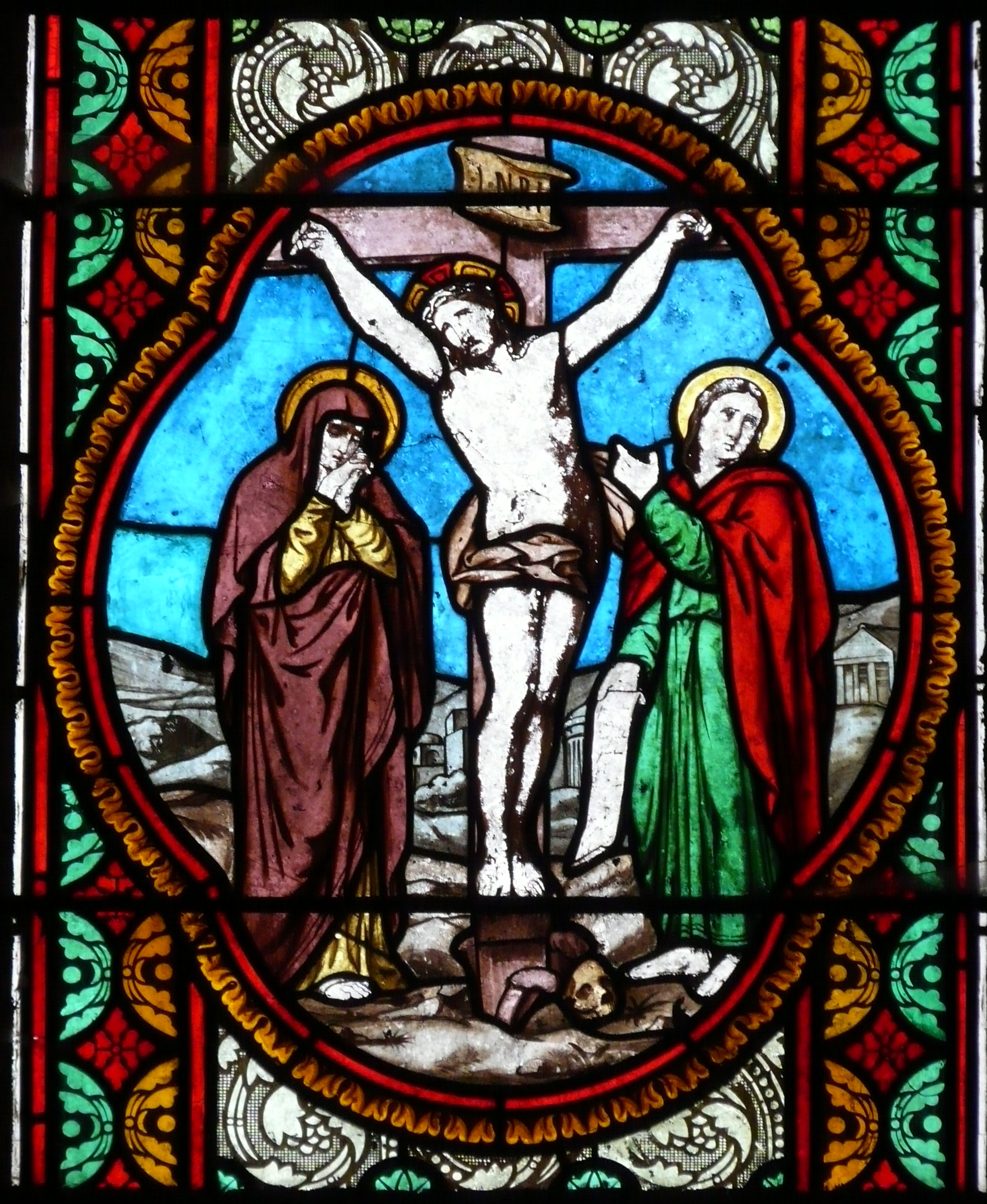
Gesu' Cristo Dio crocifisso, davanti a Maria e al discepolo amato - Vetrata musiva nella Chiesa di Saint-Pierre-ès-Liens de Montrem, Dordogna, Francia

San Giovanni Crisostomo (347-407) difese la dottrina della verginità perpetua di Maria, fra gli altri argomenti, anche proprio sulla base di questo passo evangelico.. 
Di nuovo, nel II secolo questo fatto narrato fu il razionale per concludere che da quel momento Giovanni portò Maria a vivere nella sua dimora dato che ella, dopo la morte di Gesù e Giuseppe, non avrebbe avuto altri famigliari o persone cui affidarla.
Analisi storica
Prendendo il testo alla lettera, la tradizione ritiene che se Maria avesse avuto altri figli, sarebbero stati questi altri figli a prendersi cura della loro madre, secondo la legge patriarcale ebraica, assumendo il ruolo di capofamiglia al posto del figlio primogenito: Gesù non avrebbe dovuto affidare la madre a Giovanni, che non era suo fratello.

Inoltre, considerando che la donna ebrea, al tempo di Gesù, ereditava tutto il suo status sociale dal marito o dai suoi figli, si ritiene improbabile che il famoso apostolo Giacomo di Alfeo, detto "il Minore", fosse fratello del Signore: secondo le epistole di Paolo, Giacomo apostolo era molto scrupoloso nell'osservanza delle leggi ebraiche, al punto di cercare una separazione netta tra i cristiani di origine pagana e i cristiani di origine ebraica per questioni di purezza, e in questo affidamento a Giovanni sarebbe proprio venuto meno al Comandamento principale di onorare suo padre e sua madre. Avrebbe affidato la sua presunta madre a Giovanni, ebreo di classe sacerdotale, e suo parente, ma comunque non suo fratello di sangue.

### Cristianesimo primitivo

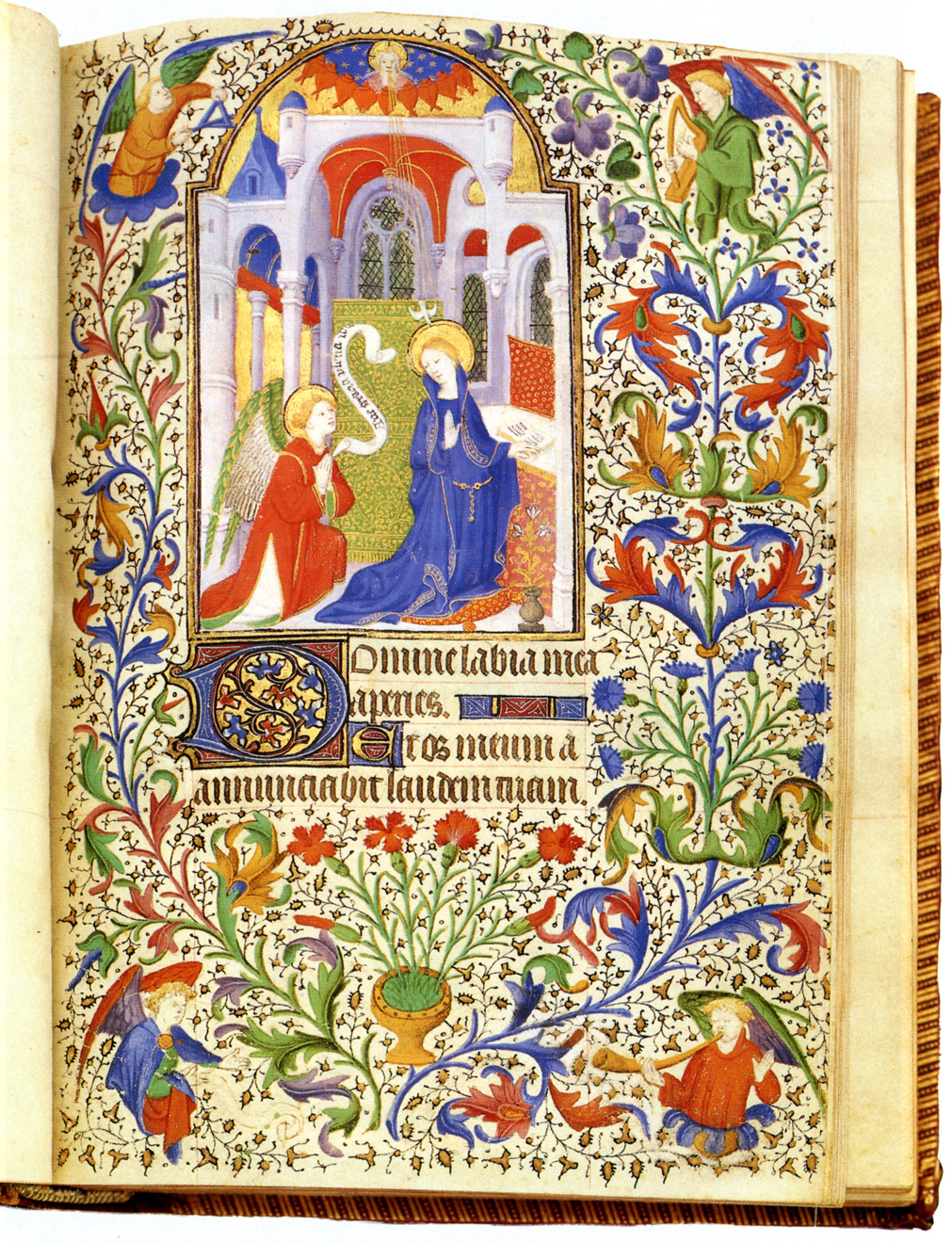
Annunciazione, Libro d'ore del maresciallo di Boucicaut, ca 1405

Alcuni dei primi autori cristiani, come Tertulliano, Elvidio e Eunomio di Cizico, interpretarono l'affermazione di Matteo 1,25, nel senso che Giuseppe e Maria avrebbero avuto normali relazioni coniugali dopo la nascita di Gesù e che Giacomo, Giuseppe, Giuda e Simone erano davvero figli naturali di Maria e Giuseppe, un punto di vista per il quale c'è poca evidenza anche prima del loro tempo.
Elvidio invoca Tertulliano per combattere la fede nella verginità continua di Maria, mentre San Girolamo gli risponde con un famoso discorso,, De Virginitate Beatae Mariae. Adversus Helvidium, che è anche l'unica fonte storica per documentare l'intervento di Elvidio, nel quale afferma che Tertulliano non apparteneva alla Chiesa.
Tuttavia, secondo la ricostruzione di Rahner, non vi è consenso completo sulla dottrina della Verginità perpetua al tempo del cristianesimo primitivo, fino alla fine del secondo secolo. Ad esempio, Tertulliano (ca 160- 225) non lo insegna (anche se si riferisce alla Nascita Verginale di Gesù), mentre Ireneo di Lione (130-202) menziona la verginità perpetua insieme ad altri temi mariani.
Anche Ippolito di Roma menziona la verginità perpetua.
Un'accettazione più ampia comincerebbe ad emergere nel secolo seguente.
Già nel IV secolo, la dottrina della Verginità perpetua di Maria era ampiamente condivisa fra i Padri della Chiesa. Ippolito di Roma chiamava Maria tabernacolo privo di impurità e corruzione.
Il riconoscimento si trova nei santi autori del IV secolo: Atanasio di Alessandria, Epifanio di Salamina, Ilario di Poitiers Didimo il Cieco, Ambrogio di Milano, San Girolamo. Da Papa Siricio in poi la dottrina è stata ripetutamente attestata, una tendenza che ha acquisito ancora più slancio nel secolo successivo.
La dottrina della Verginità perpetua fu affermata nel corso di molteplici Concili Ecumenici. Ed è parte integrante e sostanziale del credo di cattolici, anglicani, ortodossi, e ortodossi di Oriente, come è evidente dall'espressione di "Maria sempre Vergine", pronunciata nel corso della liturgia. Inoltre, viene chiamata in questo modo anche in importanti preghiere esorcistiche della tradizione cattolica e ortodossa, ovvero nella Exorcismus in Satanam et angelos apostaticos di fine '800.
Tuttavia, la dottrina riformata ha più tardi letteralmente abbandonato l'idea. La verginità perpetua è, tuttavia, attualmente difesa da alcuni teologi luterani.
Origene (mai dichiarato santo), nel suo commento su San Matteo intorno al 248, menziona espressamente la fede nella verginità perpetua di Maria. Come fa notare Luigi Gambero, "non solo Origene non ha dubbi, ma sembra implicare direttamente che si tratta di una verità già riconosciuta come parte integrante del deposito della fede".

### Padri della Chiesa e Medioevo
Oltre a Giovanni Crisostomo (347-407), sopra citato per l'Ecce homo, al tempo di Gregorio di Nissa e Agostino d'Ippona, in una rinascita generale della devozione mariana, iniziò ad apparire un ruolo sempre più importante di Maria nella storia della salvezza. Agostino elaborò diversi argomenti a sostegno di questa dottrina. Alla fine del IV secolo, interpretò Luca 1,34 come una chiara indicazione del voto di Verginità perpetua di Maria.
Questa nozione del "Voto di Maria" era menzionata nel Protovangelo di Giacomo (4:1), dove Anna, madre di Maria, offrì Maria come "Vergine del Signore" nel Tempio e che Giuseppe, vedovo, sarebbe servito come suo tutore: la protezione giuridica per le donne dipendeva da un tutore: padre, fratello o, in assenza di questi, un marito. Agostino riprende questa tesi (fuorché per il Giuseppe, in precedenza sposato).
All'inizio del VII secolo, nel suo "Pequeno Livro sobre a Virgindade Perpétua da Abençoada Maria", Isidoro di Siviglia collega mariologia e cristologia, e mette in relazione la natura divina di Gesù Cristo con la Verginità di Maria, come un unico articolo di fede..
Il Concilio Lateranense (649) detta l'affermazione della Verginità di Maria prima, durante e dopo il parto.
Un altro libro Storia di Giuseppe il falegname presenta Gesù che, in punto di morte del padre, parla di Maria come "madre mia, Vergine incorrotta".
Nel corso dei secoli, l'interpretazione di Maria come "la sposa sempre Vergine del Signore che ha fatto voto di verginità perpetua" si diffuse e si consolidò all'epoca Ruperto di Deutz nel XII secolo. Nel secolo seguente, Tommaso d'Aquino, santo e dottore della Chiesa, elaborò una lunga riflessione teologica che paragonava la negazione della Verginità perpetua di Maria alla negazione della Perfezione di Cristo (nessun essere umano è mai esente da peccato, tranne l'unica eccezione di Gesù Cristo che è Dio), un insulto allo Spirito Santo, e un affronto alla Madre di Dio.

### Maria quale "Seconda Eva"
Già a partire dal IV secolo, nella cornice della discussione sul piano salvifico di Dio per la creazione, emerse un tema parallelo nel quale l'obbedienza e umiltà di Maria ("avvenga di me secondo la 
Tua volontà", Luca 1,38), e la dottrina della Verginità perpetua furono contrapposte al peccato di orgoglio e disobbedienza di Adamo ed Eva, allo stesso modo in cui l'obbedienza di Gesù Cristo al Padre era stata contrapposta alla disobbedienza di Adamo all'ordine del Signore (Lettera ai Romani 5, 12-21).
Il concetto di Maria come "seconda Eva" fu introdotto per la prima volta da Giustino Martire nel 155. Sotto questo punto di vista, come fu discusso nel dettaglio da Ireneo, condiviso da Girolamo e dopo di lui diffusamente, il voto di Verginità perpetua e di obbedienza di Maria la costituisce come "Seconda Eva" nel piano salvifico di Dio, come Gesù Cristo è secondo Adamo..
Lo sviluppo di questo tema teologico fra i Padri della Chiesa correva in parallela a quello di Paolo di Tarso, il quale comparava il peccato di Adamo all'obbedienza di Gesù Cristo al Padre, durante il Calvario:
La legge poi sopraggiunse a dare piena coscienza della caduta, ma laddove è abbondato il peccato, ha sovrabbondato la grazia, perché come il peccato aveva regnato con la morte, così regni anche la grazia con la giustizia per la vita eterna, per mezzo di Gesù Cristo nostro Signore.»
(Romani 5,18-21)
Il parallelo Gesù Cristo - secondo Adamo è decisivo per il concetto della Redenzione è la remissione ("cancellazione") dal peccato mediante la passione, morte in croce e resurrezione del Figlio dell'uomo, profetizzato nel Libro di Ezechiele. Come Adamo determinò la perdita dell'Eden, così Gesù Cristo riapre al genere umano le porte del Paradiso. 

Parallelamente, l'obbedienza a Dio (mediante l'Arcangelo Gabriele) e il voto di Verginità perpetua di Maria saranno il ristoro del danno recato da Eva all'umanità:
- come col peccato originale e la seguente perdita dell'Eden l'uomo diviene mortale (Gen 2,15), con Cristo ritrova la possibilità della salvezza eterna (Discesa agli inferi), resa di nuovo possibile dall'incarnazione del Verbo e dal Suo crescere uomo fra gli uomini in una Sacra Famiglia,
- come la donna Eva fu tentata nel peccato e vinta dal serpente (che è Lucifero), così Maria sarà la donna senza peccato che gli "schiaccerà la testa" (Gen 3,15[72]).

L'insegnamento della "seconda Eva" ha continuato a diffondersi tra i cattolici e, nel discutere della verginità perpetua, il Catechismo del Concilio di Trento, del 1566, insegna esplicitamente che, mentre Eva, nel credere nel serpente, ha portato una maledizione sulla razza umana, Maria, credendo nell'Angelo, lo ha portato di nuovo nella benedizione di Dio: tanto l'opera di Eva e il suo peccato fanno vincere il serpente mentre Dio reca la morte a lei e agli altri uomini, quanto l'opera di Maria senza peccato vince il serpente mentre Gesù Cristo dona la vita eterna a lei e al genere umano.
Questo concetto è parte viva del magistero della Chiesa cattolica. Papa Pio XII lo riprende nella sua enciclica Mystici Corporis Christi, e da papa Giovanni Paolo II durante un'udienza generale in Vaticano nel 1980. Papa Giovanni si spingerà a dire che Maria è Corredentrice del genere umano.

## Nell'arte
La verginità di Maria anche dopo la nascita di Gesù è una presenza ricorrente nell'arte cristiana in entrambe le chiese ortodosse orientali e orientali (come anche nella prima arte religiosa occidentale), con l'inserimento nel presepe di Gesù.
In molte icone, la Verginità perpetua di Maria è simboleggiata da tre stelle che appaiono alla sua sinistra, alla sua destra, e sotto o sulla sua testa, per rappresentare la sua verginità prima, durante e dopo aver partorito.

## Verginità di Maria
In base al dogma della verginità, Maria viene comunemente chiamata "Maria Vergine" ed è detta "la Vergine" per antonomasia.

### Riferimenti
1. 1 2 3  (EN)  Mark Miravalle, Introduction to Mary, Queenship Publishing, 1993, pp. 56-64 ISBN 978-1-882972-06-7
2. 1 2 3  (EN)  Raymond Edward Brown (a cura di), Mary in the New Testament, 1978, p. 273 ISBN 0-8091-2168-9
3. 1 2 3   Vatican website Catechism of the Catholic Church item 499, su vatican.va.
4. ↑   Sessione ottava del 2 giugno 553, canone 2, su catho.org. in (Denzinger-Schönmetzer 422)
5. ↑  Jeremiah J. Harty, " Theological Definition." in Catholic Encyclopedia, New York, 1908
6. ↑  " Perpetual Virginity: Dogmatic Status and Meaning." in All About Mary (University of Dayton)
7. ↑  Juan L. Segundo,  Liberation of Dogma: Faith, Revelation, and Dogmatic Teaching Authority., Wipf and Stock, 2004, p. 180
8. ↑  Congregazione per la Dottrina della Fede, " Nuova formula della «Professione di Fede»" (29 giugno 1998), su vatican.va.
9. ↑   Sulla Verginità di Maria SS. - Fraternità Sacerdotale San Pio X, su sanpiox.it. URL consultato il 18 maggio 2024.
10. 1 2 3 4  (EN)  Karl Rahner, Encyclopedia of theology: a concise Sacramentum mundi, 2004, pp. 896-897 ISBN 0-86012-006-6
11. ↑   Catechismo della Chiesa Cattolica - PARTE PRIMA LA PROFESSIONE DELLA FEDE, su vatican.va. URL consultato il 5 gennaio 2018.
12. ↑  Cfr. ad esempio Matteo  Mt 12,46-50, su laparola.net.
13. ↑  Jean Galot, Maria, la donna nell'opera di Salvezza, 1991, p. 117
14. ↑   Il Santo Rosario di Maria... (PDF), su madrebimbicigoli.it. Citazione: Post partum, Virgo, inviolata permansisti (dopo il parto, Vergine, rimanesti inviolata)
15. ↑  (EN)  F. Donald Logan, A History of the Church in the Middle Ages, 2002, p. 150 ISBN 0-415-13289-4
16. ↑  (EN)  Leena Mari Peltomaa, The Image of the Virgin Mary in the Akathistos Hymn, 2001, p. 127 ISBN 90-04-12088-2
17. ↑  (EN)  Lucien Deiss, Madeleine Beaumont, Joseph, Mary, Jesus, 1996, p. 30 ISBN 0-8146-2255-0
18. ↑  Catechism of the Catholic Church, 2002, p. 112 ISBN 0-86012-324-3
19. ↑   Vatican website: Catechism, 499.
20. ↑   Vatican website: Lumen gentium, 57, su vatican.va.
21. 1 2  (EN)  Terrence J. McNally, What Every Catholic Should Know about Mary, 2009, p. 170 ISBN 1-4415-1051-6
22. 1 2  (EN)  Ted Campbell, Christian Confessions: a Historical Introduction, 1996, p. 47 ISBN 0-664-25650-3
23. 1 2 3  Merriam-Webster's encyclopedia of world religions by Merriam-Webster, Inc. 1999 ISBN 0-87779-044-2 page 1134
24. 1 2  (EN)  Gregory Lee Jackson, Catholic, Lutheran, Protestant: a doctrinal comparison, 1993, p. 254 ISBN 978-0-615-16635-3 page 254
25. ↑  (DE)  Remigius Bäumer, Marienlexikon, edizione a cura Leo Scheffczyk, Regensburg, Institutum Marianum, 1994, p. 190 ISBN 3-88096-891-8, In particolare, fu opinione costante di Lutero stesso durante tutta la sua vita ((EN)  Jaroslav J. Pelikan & Helmut Lehmann, (a cura di) Luther's Works, The American Edition, 55 vols., St. Louis & Philadelphia, CPH & Fortress Press, 1955-1986. Vol. 22, pp. 214-215).
26. ↑   B. Townsend Waddill III, The Perpetual Virginity of Mary (PDF), su btw3.com.. Figure fondamentali del credo anglicano quali sono Hugh Latimer e Thomas Cranmer "seguono la tradizione da loro ereditata, per la quale Maria fu perpetuamente Vergine" ( Timothy Bradshaw, Commentary and Study Guide on the Seattle Statement Mary: Hope and Grace in Christ of the Anglican – Roman Catholic International Commission (PDF), su anglicancommunion.org.
27. ↑   La verginità di Maria nelle lettere di Ignazio di Antiochia, su pascal-francis.inist.fr.
28. ↑  G. Rocca, La perpetua verginità di Maria nelle lettere di S. Ignazio di Antiochia, In Ephemerides mariologicae, 25 (1975) pp. 397-414. Citato in  yumpu.com.
29. ↑  Ancoratus, 119, 5
30. ↑   Trattato di Mariologia.
31. ↑   L’Immacolata Concezione di Maria in sant’Ambrogio, su radiospada.org.
32. ↑  Vedasi Denzinger 214 ; cf. Costituzione Cum quorundam di papa Paolo IV del 1555, Dz. 993.
33. ↑  (EN) Terrence J. McNally, What Every Catholic Should Know about Mary, 2009,  p. 168, ISBN 1-4415-1051-6.
34. ↑   Mt 1,25, su La Parola - La Sacra Bibbia in italiano in Internet.
35. ↑  Léopold Sabourin, Il vangelo di Luca, 1989, p. 89.
36. ↑  (EN)  Tim S. Perry, William J. Abraham, Mary for Evangelicals: Toward an Understanding of the Mother of Our Lord, 2006, pp. 153-154 ISBN 0-8308-2569-X
37. ↑  (EN)  Joel C. Elowsky, John 11-21, 2007, p. 318 ISBN 0-8308-1099-4
38. ↑  (EN)  Raymond L. Burke et al., Mariology: A Guide for Priests, Deacons, Seminarians, and Consecrated Persons, 2008,  pp. 308-309 ISBN 978-1-57918-355-4.
39. ↑  (EN)  Mark Miravalle, Introduction to Mary, Queenship Publishing, 1993, pp. 62-63 ISBN 978-1-882972-06-7.
40. ↑  (EN)  M. DelCogliano, Tradition and Polemic in Basil of Caesarea's Homily on the Theophany - Vigiliae Christianae, 2012, p. 41: "Un'altra obiezione alla verginità perpetua di Maria, per la quale, tuttavia, ci sono poche prove prima della metà del IV secolo (che sarà discusso in dettaglio ulteriormente), si è basata sull'interpretazione di Matteo 1,25, secondo il quale Giuseppe si sarebbe astenuto dai rapporti coniugali con Maria fino alla nascita di Gesù, ma li avrebbe avviati dopo la sua nascita."
41. ↑  (EN) St. Jerome, THE PERPETUAL VIRGINITY OF BLESSED MARY, su cin.org. URL consultato il 30 dicembre 2017.
42. ↑  (EN)  T. C. Lawler, Walter J. Burghardt (a cura di), Tertullian, Treatises on marriage and remarriage, 1951, p. 160: "Elvidio fa appello all'autorità di Tertulliano nel suo attacco alla dottrina della Chiesa sulla Verginità perpetua di Maria... Io non posso dire nient'altro che Tertulliano non fece mai parte della Chiesa (Ecclesiae hominem, non fuisse)."
43. ↑  Adv. Haer.  libro I, 10,1-3. Citazione: " la Chiesa, sparsa in tutto il mondo, fino agli ultimi confini della terra, ricevette dagli Apostoli dei loro discepoli la fede nell'unico Dio, Padre onnipotente, che fece il cielo, la terra e il mare e tutto ciò che in essi è contenuto (cf.  At 4,24, su laparola.net.). La Chiesa accolse la fede nell'unico Gesù Cristo, Figlio di Dio, incarnatosi per la nostra salvezza. Credette nello Spirito Santo che per mezzo dei profeti manifestò il disegno divino di salvezza: e cioè la venuta di Cristo, nostro Signore, la sua nascita dalla Vergine, la sua Passione, la Risurrezione dei morti, la sua Ascensione corporea al cielo e la sua venuta finale con la gloria del Padre. Allora, verrà per "ricapitolare tutte le cose" (cf.  Ef 1,10, su laparola.net.) è risuscitare ogni uomo, perché dinanzi a Gesù Cristo, nostro Signore e Dio e Salvatore e Re secondo il beneplacito del Padre invisibile "ogni ginocchio si pieghi nei cieli, sulla terra e sotto terra" (cf.  Fil 2,10, su laparola.net.), e ogni lingua lo proclami ed egli pronunzi su tutti il suo giudizio insindacabile. "
44. ↑   Hippolytus of Rome, Against Beron and Helix: Fragment VIII. URL consultato il 18 febbraio 2021.
45. ↑  (EN)  L. Gambero, Mary and the Fathers of the Church, San Francisco, Ignatius, 1991 pp. 97-98; e anche per una panoramica dei riferimenti bibliografici
46. ↑  (EN)  Francis J. Ripley, This Is the Faith, 1973, p. 264 ISBN 0-85244-678-0
47. ↑  Athanasius, Orations against the Arians 2.70
48. ↑  Epifanio di Salamina, The Man Well-Anchored 120, c.f. Medicine Chest Against All Heresies  78:6
49. ↑  Ilario di Poitiers, Commentary on Matthew §1:4
50. ↑  Didimo il Cieco, The Trinity 3:4
51. ↑  Ambrogio di Milano, Letters 63:111
52. ↑  Girolamo, Contra Helvidius, 21
53. ↑  Denziger § 91
54. ↑  Geoffrey W. Bromiley, The International Standard Bible Encyclopedia, 1995, p. 271 ISBN 0-8028-3785-9
55. ↑   Catechism of the Catholic Church §499, su vatican.va.
56. ↑  (EN) Divine Liturgy of St John Chrysostom, su ocf.org (archiviato dall'url originale il 31 agosto 2019)., (EN) Coptic Liturgy of St Basil, su coptic.net., (EN) Liturgy of St Cyril (PDF), su copticchurch.net (archiviato dall'url originale il 5 febbraio 2012)., (EN) Liturgy of St James, su web.ukonline.co.uk (archiviato dall'url originale il 15 giugno 2008).,  Understanding the Orthodox Liturgy (PDF), su frmichel.najim.net. etc.
57. ↑  nella parte di intercessioni che precede l'esorcismo vero e proprio: [..] ut per intercessiónem immaculátae semper Vírginis Dei Genitrícis Maríae,[..]
58. ↑  (EN) Richard R. Lorsch, All the People in the Bible, Eerdmans, 2008,  p. 283, ISBN 978-0-80282454-7.
59. ↑  (EN) Dwight Longenecker e David Gustafson, Mary: A Catholic Evangelical Debate, Gracewing, 2003,  p. 64, ISBN 978-0-85244582-2.)
60. ↑  (EN)  L. Gambero, Mary and the Fathers of the Church, San Francisco, Ignatius, 1991, p. 75, che riporta una lunga lista di riferimenti patristici: Atanasio di Alessandria, Epifanio di Salamina, Ilario di Poitiers, Didimo il Cieco, Ambrogio di Milano, Girolamo di Stridone, il papa santo Siricio, e altri. Vedasi anche S. Agostino d'Ippona, sermone 186, 1, PL 38, 999, e citato nel CCC nº 510
61. 1 2 3 4 5  (EN)  Raymond Edward Brown, Mary in the New Testament, 1978, pp. 278-281 ISBN 0-8091-2168-9
62. ↑  (EN)  John C. Cavadini, Augustine through the ages: an encyclopedia, 1999, p. 544 ISBN 0-8028-3843-X
63. ↑  (EN)  J. Kuasten, St. Augustine, Faith, Hope & Charity, 1978, p. 126 ISBN 0-8091-0045-2
64. ↑  Protoevangelho de Tiago 4, 7, 8-9, 15
65. ↑  (EN)  Giulio D'Onofrio, Basil Studer, The History of Theology: Middle Ages, 2008, p. 38 ISBN 0-8146-5916-0
66. ↑  (EN)  Louise Bourassa Perrotta, Saint Joseph: His Life and His Role in the Church Today, 2000, p. 86 ISBN 0-87973-573-2
67. ↑  (EN)  Thomas Gerard Weinandy, John Yocum, Aquinas on doctrine: a critical introduction, 2004, p. 95 ISBN 0-567-08411-6
68. ↑  (EN)  Joseph Peter Wawrykow, The Westminster handbook to Thomas Aquinas, 2005, p. 91 ISBN 0-664-22469-5
69. ↑  (EN)  Terrence J. McNally, What Every Catholic Should Know about Mary, 2009, p. 185 ISBN 1-4415-1051-6
70. ↑  (EN)  Jean Daille, An Exposition of the Epistle of Saint Paul to the Philippians, 1995, pp. 194-195 ISBN 0-8028-2511-7
71. ↑  (EN)  Beverly Roberts Gaventa, Cynthia L. Rigby, Blessed one: Protestant perspectives on Mary, 2002, p. 64 ISBN 0-664-22438-5
72. ↑   Gen 3,15, su La Parola - La Sacra Bibbia in italiano in Internet.
73. ↑   Mystici Corporis Christi, su vatican.va.
74. ↑   Papa Giovanni Paolo II, Udienza generale del 12 marzo 1980, su vatican.va.
75. ↑  (EN)  Steven Bigham, Heroes of the icon: people, places, events, 1998, p. 47 ISBN 1-879038-91-9
76. ↑  (EN)  David Coomler, The icon handbook, 1995, p. 203 ISBN 0-87243-210-6